# 天主教卢什教区

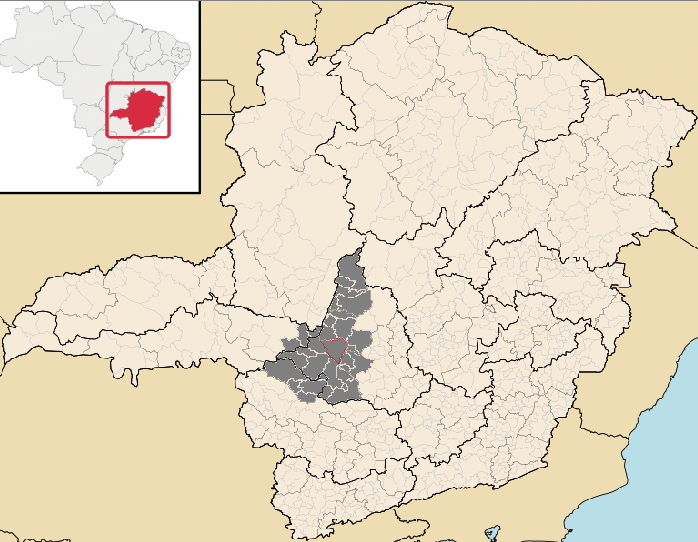
天主教卢什教区

Regional CNBB Leste 2.

天主教盧什教區（拉丁語：Dioecesis Luceatina），是巴西一個天主教教區，包括米納斯吉拉斯州中西部共三十二市。屬貝洛奧里藏特總教區。
教區成立於1918年7月18日，2004年有教友352,800人，佔轄區總人口80.0%。有卅四個堂區、司鐸五十八人。現任教區主教為安多尼·卡洛斯·菲利克斯。